# Snuten i Hollywood (filmserie)
Snuten i Hollywood (engelska: Beverly Hills Cop) är en filmserie med Eddie Murphy i huvudrollen. De första filmerna hade biopremiär 1984 respektive 1987 den tredje filmen kom 1994.
Den 3 juli 2024 hade en fjärde film om Snuten i Hollywood premiär på Netflix, vilket gjorde att hela Snuten i Hollywood-trilogin blev en hel filmserie.

## Filmer
| Titel                      | Premiärår |
| -------------------------- | --------- |
| Snuten i Hollywood         | 1984      |
| Snuten i Hollywood II      | 1987      |
| Snuten i Hollywood III     | 1994      |
| Snuten i Hollywood: Axel F | 2024      |

### Fotnoter
1. ↑  Daniel Klaar (5 maj 2014). ”Eddie Murphy är tillbaka som Snuten i Hollywood”. Sveriges radio. http://sverigesradio.se/sida/artikel.aspx?programid=1646&artikel=5853063. Läst 10 september 2016.
2. ↑  Mäki, Jonas (14 december 2023). ”Eddie Murphy är tillbaka i första Beverly Hills Cop 4-trailern”. Gamereactor. https://www.gamereactor.se/eddie-murphy-ar-tillbaka-i-forsta-beverly-hills-cop-4-trailern-1276433/. Läst 15 december 2023.